# Onuphis lineata
Onuphis lineata är en ringmaskart som beskrevs av Kristian Fauchald 1980. Onuphis lineata ingår i släktet Onuphis och familjen Onuphidae. Inga underarter finns listade i Catalogue of Life.